# Vlag van Gasteren

Vlag van Gasteren

De vlag van Gasteren is de dorpsvlag van het Drentse dorp Gasteren (of Gaastern). Deze is in huidige vorm op 1 januari 1998 in gebruik genomen en is ontworpen door het Drents Heraldisch College.
De Gasterse vlag is deels gebaseerd op het wapen van de gemeente Anloo vanwege het feit dat Gasteren tot 1998 behoorde tot die gemeente.
De vlag heeft een gele ondergrond wat duidt op de dorpsnaam Gasteren dat ‘geestgrond’ betekent, de term gebruikt voor de zware zandgrond rond het dorp. Geel staat ook voor de Gasterse Duinen, de vroegere zuivelfabriek en de schimpnaam van de dorpelingen: botterkrammers (= boterhandelaars). Aan de mastzijde van de vlag is een groene vloeiende driehoek opgenomen. De groene kleur hiervan staat voor het agrarische karakter van Gasteren. In de driehoek is een boterkarn te zien die verwijst naar de schimpnaam van de inwoners.
De vlag van Gasteren is de eerste Drentse dorpsvlag van de provincie Drenthe.
Anloo
· Annen
· Annerveenschekanaal
· Dalen
· De Groeve
· Een
· Eext
· Eexterveen
· Eexterveenschekanaal
· Elim
· Gasselternijveen
· Gasteren
· Gieten
· Gieterveen
· Grolloo
· Hollandscheveld
· Nieuw-Weerdinge
· Noordscheschut
· Schoonoord
· Tiendeveen
· Uffelte
· Wapse
· Witteveen
· Yde-De Punt
· Zorgvlied